# Новгородский тракт
Новгородский тракт (Большая дорога из Москвы в Новгород) — исторический тракт, связывавший Москву с Новгородом.

## Маршрут
Большая дорога в Москву из Новгорода пролегала не там, где теперь шоссе: она шла на Хутынь, Губарёво, Мшажку и через деревню Боженку выходила к Бронницкому перевозу на р. Мсте.

## История
На Новгородском тракте вешали опальных, провинившихся перед царём. Во времена Ивана Грозного здесь были повешены троюродные братья митрополита Филиппа: А. И. Пупков, Г. В. Колычев и В. В. Колычев вместе с тридцатью другими помещиками.